# Riesenani
Der Riesenani (Crotophaga major) ist der größte Vertreter der Gattung Crotophaga innerhalb der Familie der Kuckucke (Cuculidae). Der schwarze, auffallend langschwänzige Vogel kommt vor allem in feuchten Niederungen des nördlichen und zentralen Südamerikas vor. Seine Insektenbeute sucht er in Familiengruppen bis zu etwa einem Dutzend Vögel am Boden oder im Geäst der Bäume. Riesenanis sind keine Brutschmarotzer, sondern vornehmlich Gemeinschaftsbrüter. Gewöhnlich legen mehrere Weibchen ihre Eier in ein gemeinschaftlich errichtetes Nest und ziehen gemeinsam mit den anderen Gruppenmitgliedern die Jungen auf. Die monotypische Art ist stellenweise häufig und gilt in ihrem Bestand als nicht gefährdet.

## Aussehen
Riesenanis sind schwarze, auffallend langschwänzige Vögel. Mit einer Gesamtlänge von 46 Zentimetern erreichen sie knapp die Größe der heimischen Elster. Der sich zur Spitze hin verbreiternde Schwanz macht etwas mehr als die Hälfte der Gesamtlänge aus. Charakteristisch ist weiters der mächtige, am Oberschnabel bogenförmig erhöhte, seitlich zusammengedrückt wirkende Schnabel.
Das gesamte Gefieder ist schwarz. Der Nackenbereich, die Brust und der Rücken weisen oft einen bläulichen Glanz auf, die Federenden schimmern grünlich. An den Flügeln changiert dieser Glanz eher ins Bläuliche, der Schwanz glänzt mehr purpurfarben. Der Schnabel ist schwarz; der Oberschnabel weist etwa ab der Schnabelmitte einen deutlichen Höcker auf. Zwei parallele Kerben verlaufen an der Basis diese Erhebung sowie etwas tiefer von den Nasenlöchern zur Schnabelspitze verlaufend. Die Iris der Augen ist weiß mit einem leicht grünlichen Schimmer, die Beine sind schwarz. Wie andere Anis, verströmen auch Riesenanis vor allem in Stresssituationen einen unangenehmen, stechend-scharfen Geruch.
Die Geschlechter unterscheiden sich in der Färbung nicht. Männchen scheinen geringfügig größer und mit durchschnittlich 170 Gramm auch etwas schwerer zu sein als die Weibchen. Immature Riesenanis gleichen in der Gefiederfärbung weitgehend adulten, jedoch ist der Schnabelhöcker bei ihnen noch nicht ausgebildet, die Iris ist dunkelbraun und der Schwanz zum Ende hin schmäler.
Riesenanis sollten in ihrem Verbreitungsgebiet auf Grund ihrer Größe unverwechselbar sein. Der sehr ähnlich gefärbte und in weiten Bereichen sympatrisch vorkommende Glattschnabelani ist fast ein Drittel kleiner und ein bedeutend weniger kraftvoller Flieger. Bei ihm ist der Oberschnabelhöcker gerundet, während er beim Riesenani schräg ansteigt.

## Stimme
Riesenanis sind akustisch während des gesamten Jahres sehr auffällig. Ihr Stimmrepertoire ist sehr vielfältig. Häufig sind gutturale, dumpf gurgelnde Rufreihen zu hören, die entfernt an das Blubbern von kochendem Wasser erinnern. Entsprechend wird der Riesenani in der Orinocoregion Hervidor genannt, was sich vom spanischen Verb hervir = kochen herleitet. Daneben sind eine Reihe krächzender, kreischender, aber auch schriller Rufe und Pfiffe zu hören.

## Verbreitung und Lebensraum

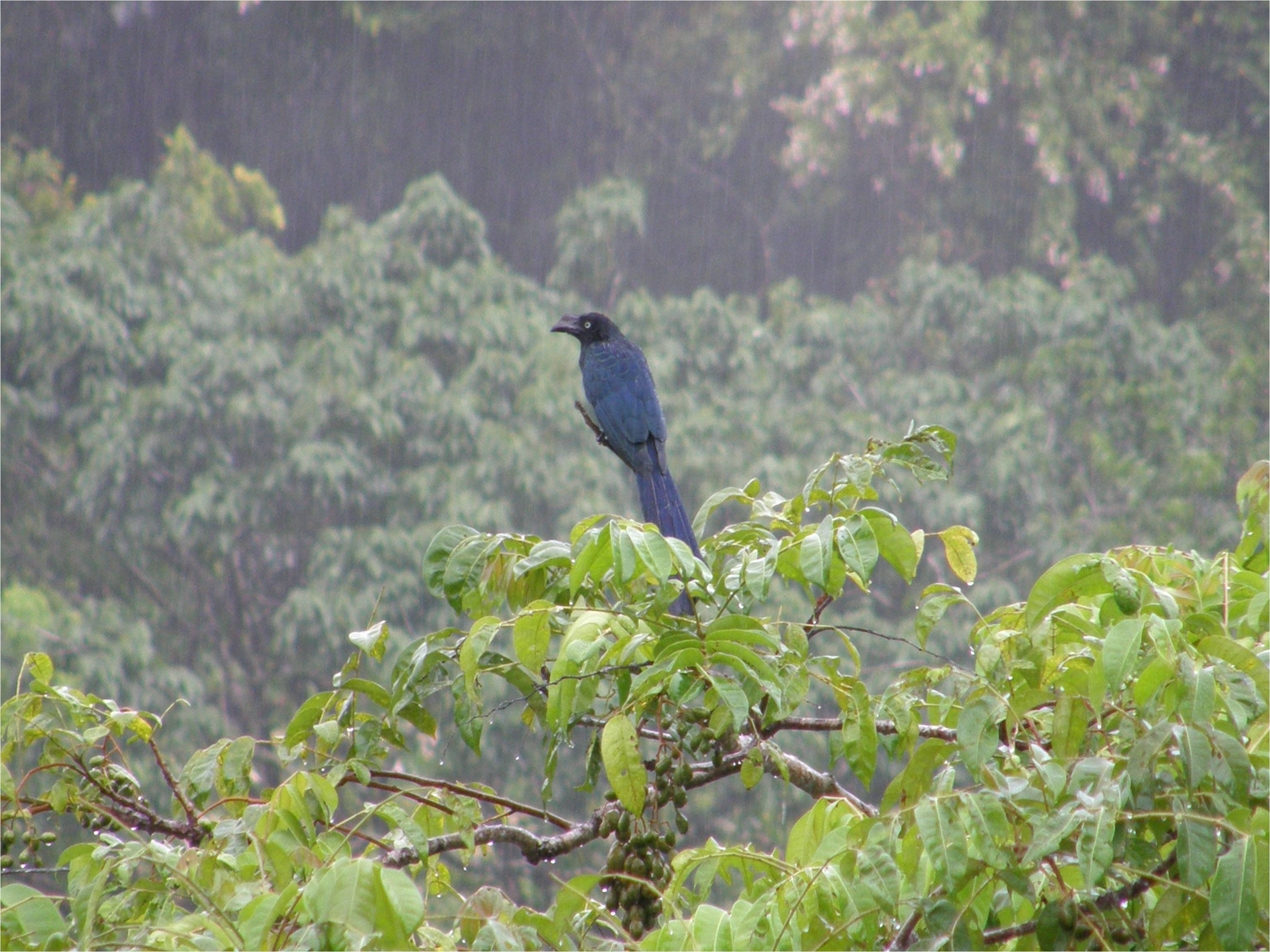
Riesenani in einem Regenwaldgebiet Panamas

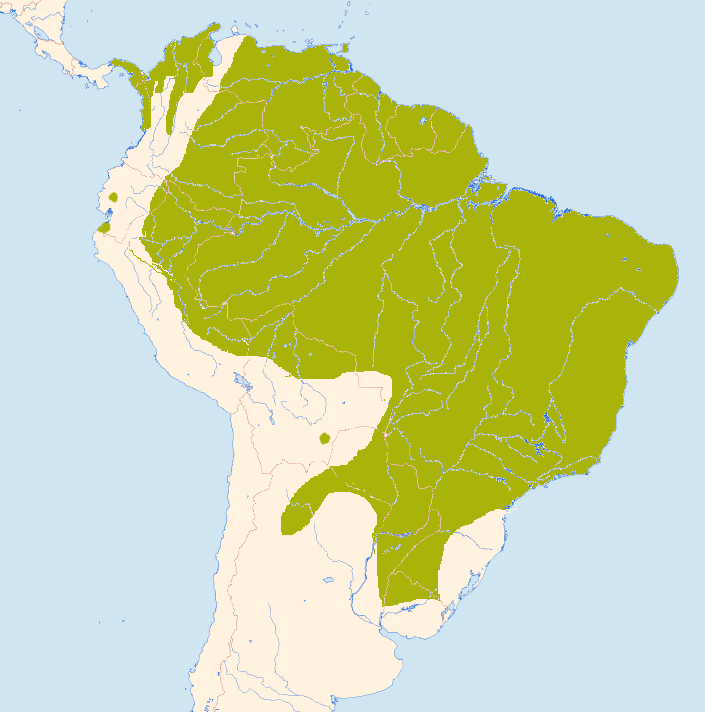
Verbreitungsgebiet des Riesenani

Das Verbreitungsgebiet der Art erstreckt sich von der Kanalregion Panamas über das gesamte nördliche und zentrale Südamerika südwärts, überwiegend östlich der Andenkette, bis Bolivien, Paraguay und Nordargentinien. Nur im Norden und im zentralen Bereich des Areals erstreckt sich das Vorkommen bis an die Pazifikküste. Besiedelt sind auch die der südamerikanischen Nordküste vorgelagerten Inseln, insbesondere Trinidad. Schwerpunkte der Verbreitung liegen in den feuchtheißen Niederungen Nord- und Zentralsüdamerikas, insbesondere der Flusssysteme des Orinoco, des Río Magdalena und des Amazonas. Die Siedlungsdichten nehmen nach Süden hin deutlich ab und südlich des Südlichen Wendekreises ist der Riesenani selten und regional eine Ausnahmeerscheinung.
Die Brutgebiete liegen meist in tropischen Tieflandgebieten unter 500 Metern. Außerhalb der Brutzeit können umherschweifende Gruppen oder dismigrierende Jungvögel auch in größeren Höhen von über 2000 Metern angetroffen werden.
Riesenanis sind im größten Teil ihres Verbreitungsgebietes Standvögel. Außerbrutzeitlich können sie eher kleinräumig umherschweifen. Die südlichsten Populationen Paraguays und des nördlichen Argentiniens unternehmen kurze saisonale Wanderungen.
Riesenanis bevorzugen feuchte Habitate. Sie brüten in flussbegleitenden Gehölzen entlang von Tropenflüssen oder Altarmen, in Mangrovensümpfen an der Küste, an Rändern dichter, feuchter, oft temporär überschwemmter Wälder, oder in anderen feuchten, baumbestandenen Landschaften. In trockenere Gebiete dringt die Art nur entlang der Galeriewälder vor, auch das Innere von Tropenwäldern besiedeln Riesenanis nur an den Rändern der Flussläufe.

## Nahrung und Nahrungserwerb
Riesenanis sind vornehmlich Insektenfresser. Hauptbeutetiere sind verschiedene Heuschrecken, Fangschrecken, Zikaden, Raupen und Käfer, gelegentlich auch Libellen und andere Wirbellose. Seltener erbeuten sie kleine Säugetiere, Vögel oder Fische. Früchte und Samen spielen eine eher untergeordnete Rolle. Wie andere Anis suchen auch Riesenanis Weidetiere, insbesondere Rinder, nach Zecken ab. Der Gattungsname Crotophaga bedeutet Zeckenfresser.
Die Nahrung wird am Boden und in allen Stamm- bis in die Wipfelregionen sehr hoher Bäume vor allem durch Auflesen und Ablesen gewonnen. Riesenanis sind bei der Nahrungssuche immer mit Artgenossen vergesellschaftet. Gelegentlich folgen sie Zügen von Treiberameisen oder Gruppen von Totenkopfäffchen, die ihrerseits Insekten aufscheuchen.

## Systematik
Die Art gehört zur kleinen Gattung Crotophaga, der außer ihr noch der Riefenschnabelani und der Glattschnabelani angehören. Schwestergattung ist die ebenfalls auf Südamerika beschränkte, monotypische Gattung Guira. Die Art ist monotypisch, es werden keine Unterarten beschrieben.

## Verhalten und Brutbiologie
Riesenanis sind in hohem Maße sozial lebende Vögel, die in Gruppen von 4 bis etwa 10 Individuen zusammenleben. Diese Gruppen bestehen aus mehreren monogamen Paaren, am häufigsten sind es drei. Unverpaarte Einzelvögel, meist Weibchen, können zu einer Gruppe gehören. Einzelpaare schreiten offenbar nicht zur Brut. Gemeinschaftsgelege von Gruppen mit mehr als drei Paaren werden häufig vor der Brut aufgegeben.
Die Brutzeit ist stark von der geographischen Lage abhängig: in Trinidad liegt sie zwischen August und November, in Guyana reicht sie von Mai bis in den Dezember. Die Brutzeiten der südlicheren Populationen sind nicht bekannt.
Das Nest ist ein umfangreiches Gebilde aus Zweigen und Ranken und außen mit grünen Zweigen und Blättern getarnt. Es wird oft auf über dem Wasser hängenden Ästen in 3–5 Metern Höhe errichtet. An seiner Errichtung sind alle Gruppenmitglieder beteiligt, entsprechend kurz, zwischen 3 und Tagen dauert seine Fertigstellung. Die Größe der Gelege hängt von der Anzahl der beteiligten Weibchen ab und schwankt zwischen 2 und 3 und über 10. Die grünblauen, weißlich betupften Eier haben durchschnittlich 45 × 38 Millimetern Größe; sie sind also, im Verhältnis zur Körpergröße der Vögel, auffallend groß. Sie werden von einigen Gruppenmitgliedern zwischen 11 und 14 Tagen bebrütet; an der Jungenaufzucht beteiligen sich alle Gruppenmitglieder. Nach dem Schlüpfen verteidigen Riesenanis ihre Brut energisch gegen Nesträuber, dies sind vor allem verschiedene baumkletternde Schlangen, Affen sowie Greifvögel. Bereits nach 8–10 Tagen verlassen die Nestlinge das Nest, werden aber noch einige Wochen, zuerst als Ästlinge, danach als flügge Jungvögel von den Altvögel betreut. Küken sind schon mit etwa 5 Tagen in der Lage, sich bei Gefahr ins Wasser fallen zu lassen, ans Ufer zu schwimmen und von dort wieder ins Nest zu gelangen. Nestlinge verteidigen sich auch durch explosives und zielgerichtetes Entleeren der Kloake. Dennoch ist die Jungensterblichkeit hoch und selten wird mehr als die Hälfte der Küken flügge. Über die Dauer des Verbleibs der Jungvögel im Familienverband beziehungsweise über ihre Dismigration liegen keine Angaben vor.

## Etymologie und Forschungsgeschichte
Die Erstbeschreibung des Riesenanis erfolgte 1788 durch Johann Friedrich Gmelin unter dem wissenschaftlichen Namen Crotophaga major. Als Verbreitungsgebiet gab er Cayenne an. 1758 führte Carl von Linné die für die Wissenschaft neue Gattung Crotophaga ein. Der Begriff ist ein Wortgebilde aus κροτων, κροτωνος krotōn, krotōnos für dick und -φαγος, φαγειν -phagos, phagein für -essend, essen. Der Artname major leitet sich  von lateinisch maior, maioris, magnus ‚größer, groß‘ ab. Alfred Laubmann sah die Art in seinem Werk Die Vögel von Paraguay aufgrund der Ergebnisse der  „3. Gran-Chaco-Expedition“  durch Hans Krieg (1888–1970), Michael Mathias Kiefer (1902–1980) und Eugen Josef Robert Schuhmacher (1906–1973) im Bergland des Río Apa als relativ selten, doch um Nueva Germania als relativ häufig, an. Ebenso sendete Adolf Neunteufel  (1909–1979) Exemplare von Cambychuelo am Río Paraná, Departamento Itapúa.

## Bestand
Die Art hat ein sehr großes Verbreitungsgebiet. Zumindest in dessen Kernzonen scheint sie relativ häufig vorzukommen. Bestandszahlen liegen nicht vor. Es sind keine Bestandsabnahmen oder substanzielle Gefährdungen bekannt, deshalb wird der Bestand zurzeit als ungefährdet eingeschätzt.